# Kuppe, Sorab
Kuppe là một làng thuộc tehsil Sorab, huyện Shimoga, bang Karnataka, Ấn Độ.